# Adriaan Geerts Wildervanck

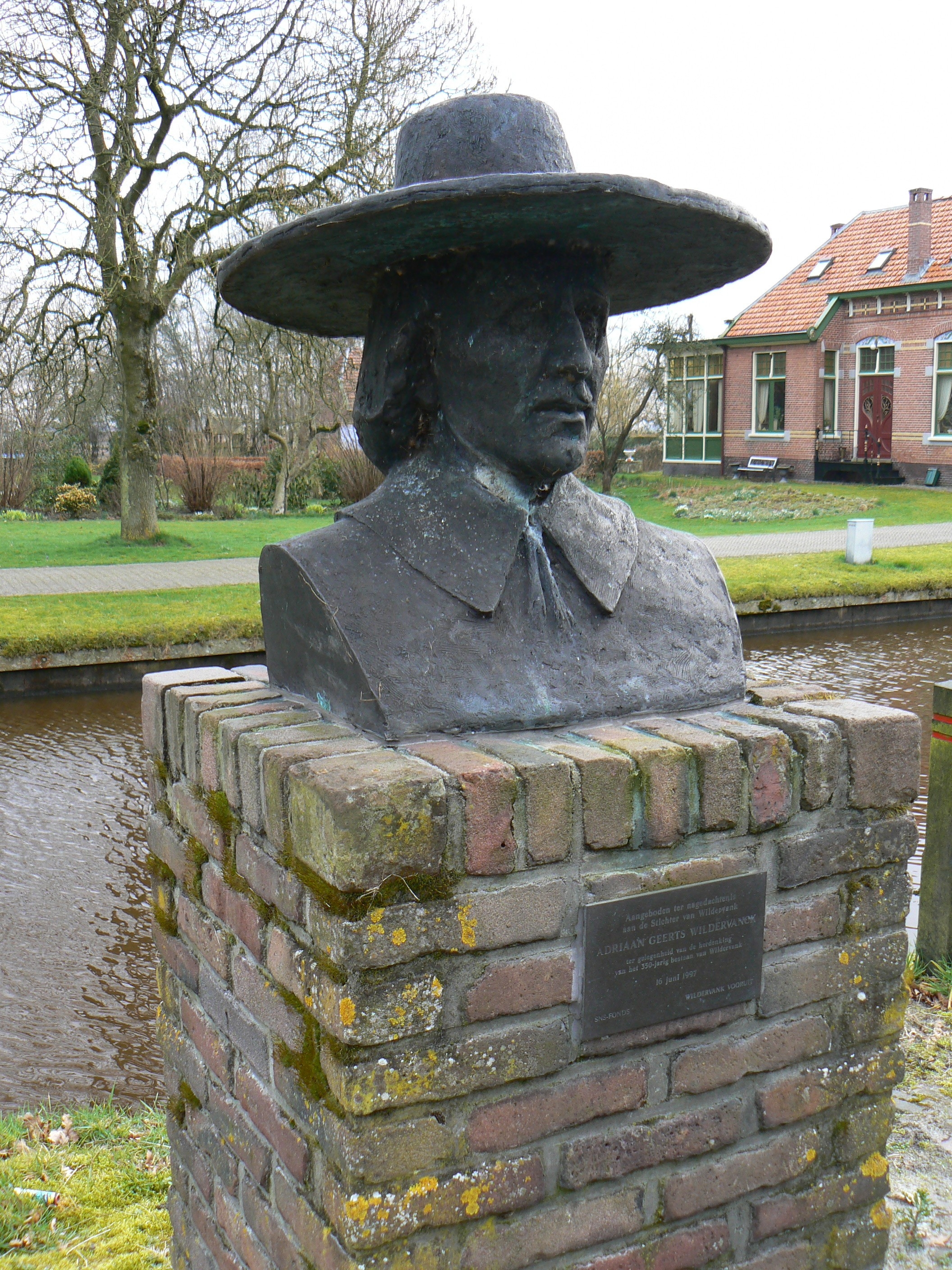
Buste van A.G. Wildervanck (1997)

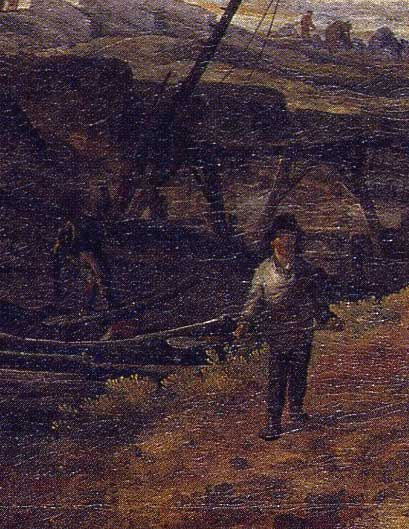
Detail van een schilderij van de hoogveenontginning gemaakt (circa 1650) door Jacobus Sibrandi Mancadan, de man met hoed zou Adriaan Geerts Wildervanck zijn

Adriaan Geerts Wildervanck (Groningen, 1605 - 24 november 1661) was een Nederlands vervener en stichter van de dorpen Wildervank en Veendam.

## Leven en werk
Adriaan Geerts (Paep) werd geboren in Groningen als zoon van de smid Geert Adriaans en zijn vrouw Fennechien Geerts. Hij was schrijver, solliciteur, pachter van het raad- en wijnhuis en koopman in de stad Groningen. Hij trouwde in 1630 met Grietien Jansen, ook wel Margaretha Jans Hardenberg genoemd. Na 1641 verhuisde het echtpaar naar Pekela, in 1647 pachtte Adriaen Geerts Paep (hij nam later de naam "Wildervanck" aan) veengebied in de omgeving van Muntendam. Uit de veenkoloniën die hier ontstonden, groeiden de dorpen Veendam en Wildervank.
Op 24 september 1659 legde zoon Gerhard Wildervanck de eerste steen voor de kerk van Wildervank, die later de naam Margaretha Hardenbergkerk kreeg. Wildervanck en zijn vrouw werden hier in een eigen grafkelder begraven. Wildervanck overleed op 24 november 1661 op ongeveer 56-jarige leeftijd. Hij werd op 5 december 1661 in de kerk begraven.

## Eerbetoon
Het A.G. Wildervanckkanaal werd naar hem vernoemd. Ter gelegenheid van het 350-jarig bestaan van Wildervank, in 1997, werd een buste van de stichter gemaakt door Bert Kiewiet. In 2008 werd Wildervanck opgenomen als een van de boegbeelden in de canon van Groningen. In 1890 werd Wildervanck als schildhouder opgenomen in het wapen van Wildervank.

## Varia
In het derde seizoen van Verre Verwanten was te zien dat Harm Edens een van de nazaten van A.G. Wildervanck is.